# راسکوو (داکوتای جنوبی)
راسکوو(به انگلیسی: Roscoe) شهری در ایالت داکوتای جنوبی کشور ایالات متحده آمریکا است که جمعیت آن در سرشماری سال ۲۰۱۰ میلادی، ۳۲۹ نفر بوده‌است.